# William M. Butler
William M. Butler (New Bedford, 1861. január 29. – Boston, 1937. március 29.) az Amerikai Egyesült Államok szenátora (Massachusetts, 1924–1926).